# Linh hồn của Pe và Nekhen
Linh hồn của Pe và Nekhen, là những vị thần tổ tiên của các pharaon Ai Cập cổ đại từ thời Ai Cập tiền sử, được nhắc đến qua các dòng văn tự khắc trên Kim tự tháp.

## Thần thoại
Pe và Nekhen được gọi là "Những môn đệ của thần Horus". Cả hai thần được miêu tả trong tư thế quỳ gối, một cánh tay đặt trên ngực, cánh tay còn lại giơ cao. Pe là vị thần mình người đầu chim ưng, được cho là tổ tiên của các vị vua cai trị Hạ Ai Cập. Thị trấn Buto ở Hạ Ai Cập được thần mặt trời Ra trao tặng cho Horus sau khi mắt ông bị thương trong cuộc đấu tranh giành ngai vàng với thần Set. Nekhen là vị thần mình người đầu chó rừng, là tổ tiên của các vị vua cai trị Thượng Ai Cập. Thị trấn Nekhen cũng chính là trung tâm sùng kính thần Horus, và là kinh đô của Thượng Ai Cập.
Pe và Nekhen là những vị thần bảo trợ cho người cai trị hợp pháp của vương quốc, mà họ được xem là hiện thân của Horus. Khi một vị vua băng hà, Pe và Nekhen sẽ bắc một chiếc thang bằng vàng xuống trần gian để giúp đưa linh hồn của vị vua đó về thế giới bên kia.

## Hình ảnh

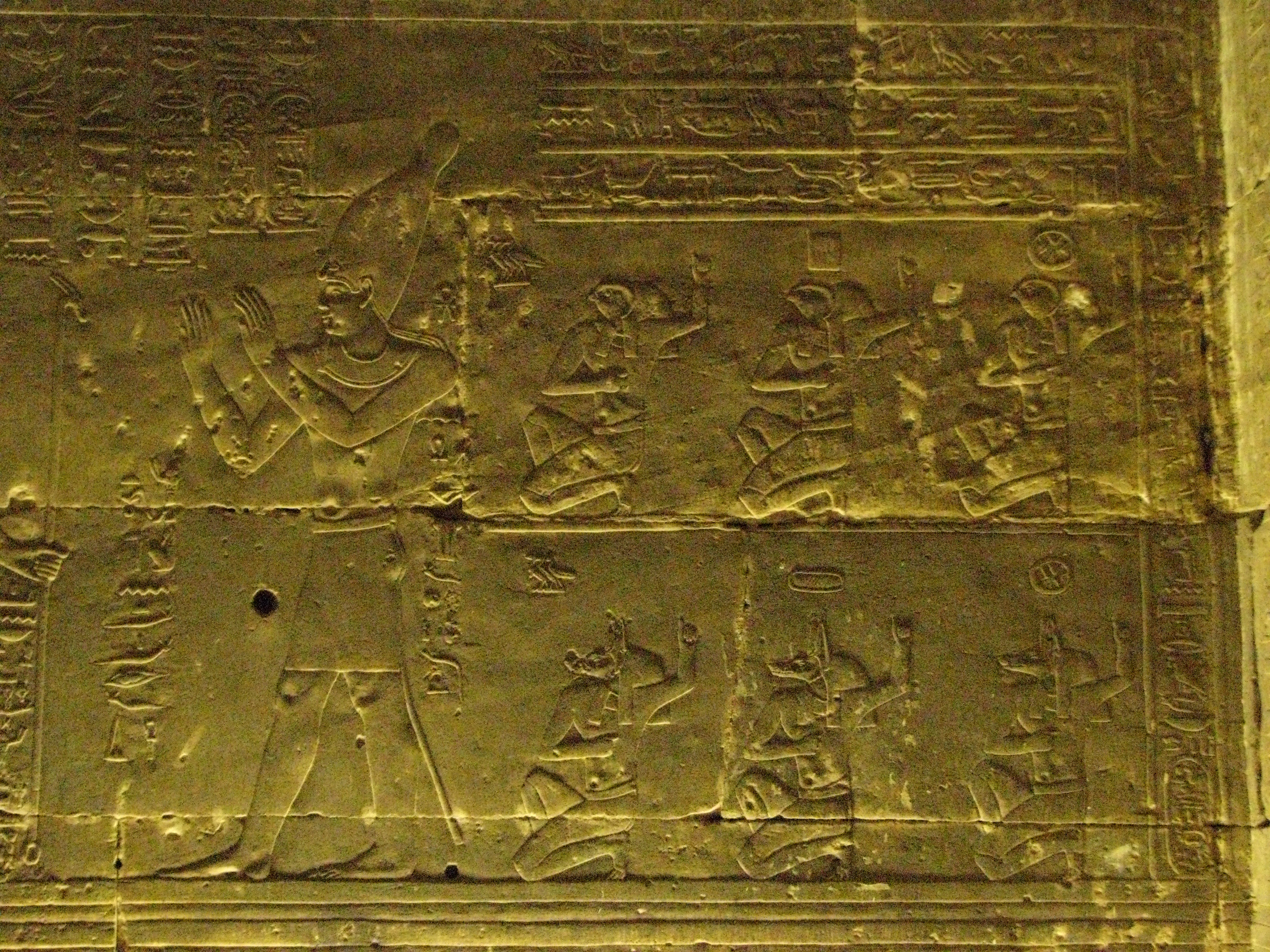
Phù điêu của Pe và Nekhen trên đền Edfu.
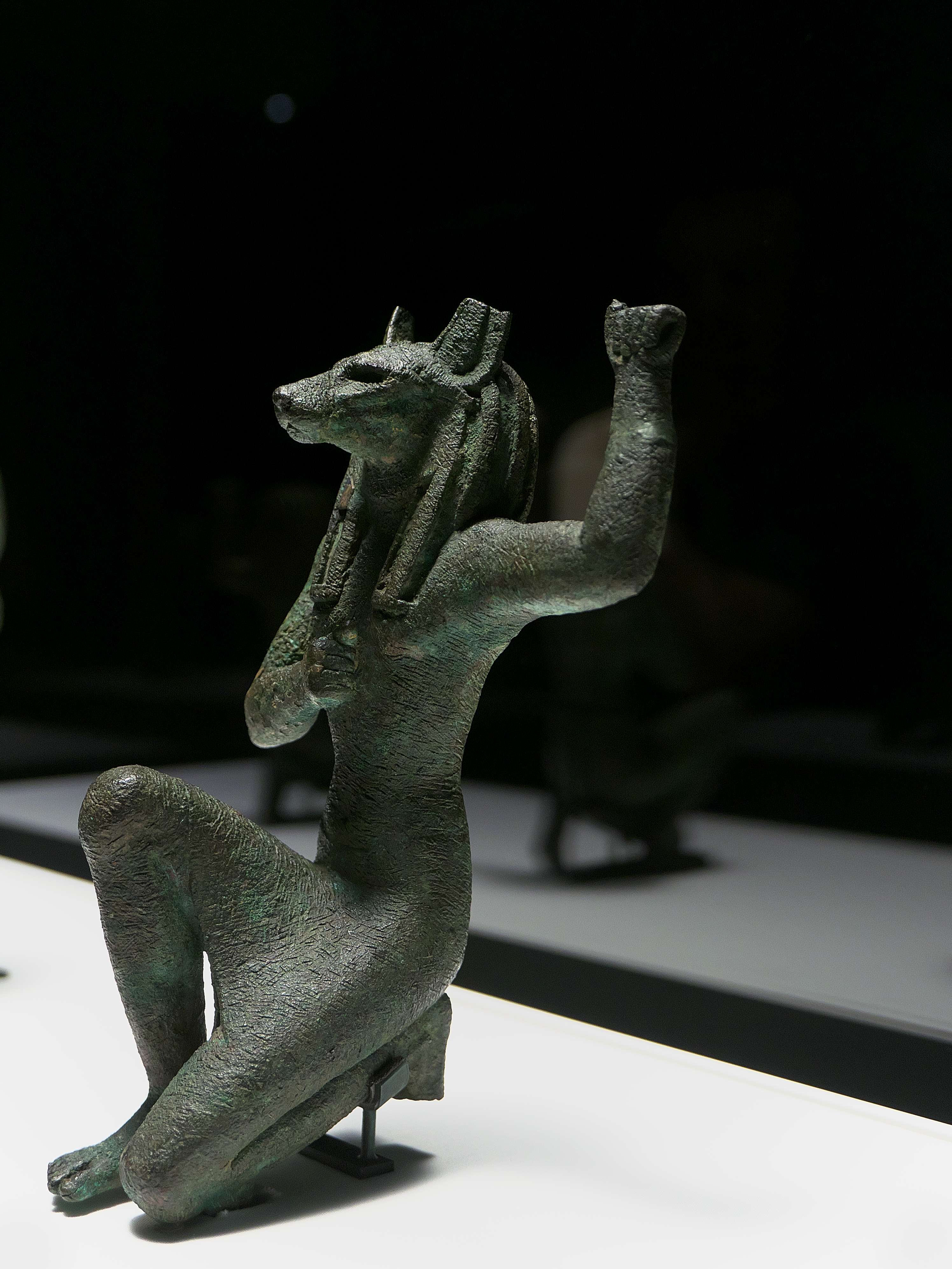
Tượng Nekhen (Bảo tàng Anh)
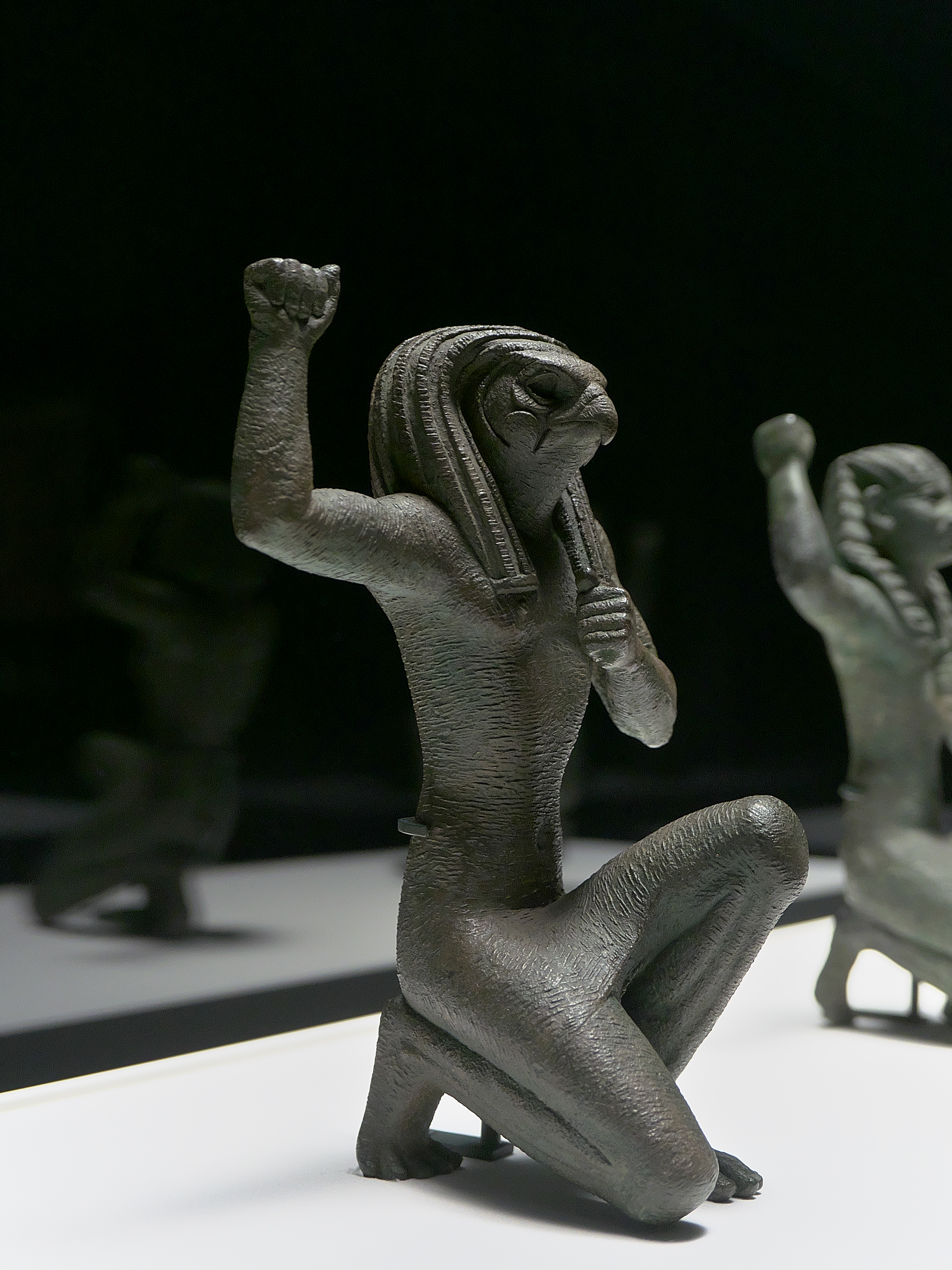
Tượng Pe (Bảo tàng Anh)